# Roy Harper
Roy Harper (* 12. června 1941) je anglický rockový a folkový zpěvák, textař a kytarista. Harper je též znám pro dlouhodobou spolupráci se členy skupiny Led Zeppelin, Jimmy Pageem a Robertem Plantem, nebo pro hostování na albu Wish You Were Here skupiny Pink Floyd, v písni "Have a Cigar".

## Mládí
Harper se narodil v roce 1941 v Anglii, Manchesterském předměstí Rusholme. Matka mu zemřela při porodu a malý Roy byl vychováván v Blackpoolu otcem a nevlastní matkou, ke které nepřilnul kvůli její Jehovistické víře. Harperův anti-religionistický postoj se později stal častým tématem jeho hudby.
V 10 letech začal hrát skifflovou hudbu se svým starším bratrem Davidem ("Davey" na albu Flat Baroque and Berserk) a současně začal být ovlivňován i bluesovou hudbou. V patnácti letech Harper vyšel školu a vstoupil do učiliště Royal Air Force. Jeho reakcí na tuhou kázeň bylo předstírání šílenství, aby dosáhl vyřazení z armády. Po vyřazení cestoval po Evropě až do roku 1964, kdy získal členství ve slavném folkovém klubu Les Cousins v londýnském Soho.

## Diskografie
1966 Sophisticated Beggar
1967 Come out Fighting Ghengis Smith
1969 Folkjokeopus
1970 Flat Baroque and Berserk
1971 Stormcock
1973 Lifemask
1974 Valentine
1974 Flashes From the Archives of Oblivion [live]
1975 HQ
1977 When an Old Cricketer Leaves the Crease
1977 One of Those Days in England
1978 Commercial Break
1980 The Unknown Soldier
1981 Work of Heart
1985 Whatever Happened to Jugula
1985 Born in Captivity
1986 In Between Every Line [live]
1988 Decendants of Smith
1988 Loony on the Bus
1990 Once
1992 Death or Glory?
1994 Garden of Uranium
1994 Unhinged
1995 Burn the World
1996 Live at Les Cousins
1997 Return of the Sophisticated Beggar
1997 The BBC Tapes, Vol. 1 - 1969-1973 S
1997 The BBC Tapes, Vol. 2 - In Concert 1974 [live]
1997 The BBC Tapes, Vol. 3 - 1974
1997 The BBC Tapes, Vol. 4 - In Concert 1975
1997 The BBC Tapes, Vol. 5 - 1975-1978
1997 The BBC Tapes, Vol. 6 - [live]
1998 The Dream Society
1998 Bullinamingvase
2001 The Green Man
2001 Royal Festival Hall Live 2001